# Microichthyurus favrei
Microichthyurus favrei is een keversoort uit de familie soldaatjes (Cantharidae). De wetenschappelijke naam van de soort werd in 1913 gepubliceerd door Maurice Pic.